# Loretto, Pennsylvania
Loretto är en kommun av typen borough i Cambria County i Pennsylvania. Vid 2010 års folkräkning hade Loretto 1 302 invånare.